# Ariel Rot
Ariel Rot est un musicien argentin de Rock, Pop et Blues, né le 19 avril 1960 à Buenos Aires (Argentine).
Il est allé en Espagne, où il est devenu un membre du groupe Tequila, puis il a commencé une carrière solo avant d'intégrer un autre groupe : Los Rodríguez (1990-1996). Il se relance ensuite comme soliste. Sa sœur,Cecilia Roth, est une célèbre actrice.

## Discographie

### Tequila
- Matrícula de Honor (1978)
- Rock and Roll (1979)
- Viva Tequila (1980)
- Confidencial (1981)

### En solitaire
- Debajo del puente (1983)
- Vértigo (1985)

### Los Rodríguez
- Buena Suerte (1991)
- Disco Pirata (1992)
- Sin Documentos (1993)
- Palabras más, palabras menos (1995)
- Hasta luego  (1996)
- Para no olvidar (2002)

### En solitaire
- Hablando solo (1997)
- Cenizas en el aire (2000)
- En vivo mucho mejor (2001)
- Lo siento Frank (2003)
- Acústico (2003)
- Ahora piden tu cabeza (2005)